# Явански тигър
Яванският тигър (Panthera tigris sondaica) е подвид на тигъра, който някога е обитавал Индонезийския остров Ява. Счита се, че подвидът е практически изчезнал през 80-те години на XX век в резултат на изтребването му и разрушаването на естествените местообитания. Процесът на унищожаване е започнал от 50-те години на XX век, когато на свобода са живеели по-малко от 25 екземпляри. За последно е видян през 1972 г.
Преброяване на следи от 1979 г. установява съществуването на 3 екземпляра. Въз основа на това и на противоречиви наблюдения през 90-те години на XX век  се счита, че все още може да съществува в естествена среда. Солидни доказателства за съществуването му липсват .
Източната част на остров Ява е покрита с гъсти тропически гори. Над една трета от всички гори са недокоснати от човека. Те са непроходими и следователно малко проучени. Периодично се появява информация, че в тези гори очевидците са се сблъскали с няколко индивида от явански тигри. Но не бяха представени надеждни доказателства. Учените казват със съмнение, че тези съобщения може да са неправилни.
Яванският тигър е един от най-малките подвидове тигри. Мъжките екземпляри тежат от 100 кг до 143 кг, с дължина на тялото от 220 до 260 см (средно 245 см), а височината му при холката е 116 см. Женските тежат от 75 кг до 115 кг, а на дължина са от 180 до 230 см.